# 拉库亚
拉库亚（義大利語：Raccuja），是意大利西西里大区墨西拿廣域市的一个市镇。总面积25平方公里，人口1176人，人口密度47.0人/平方公里（2009年）。ISTAT代码为083069。